# 안문군
안문군(雁門郡, 鴈門郡)은 중국의 옛 군이다. 군의 이름은 안문산(雁門山)에서 유래했다.

## 전국·진
원래 누번의 땅으로, 조무령왕이 누번과 임호를 무찌른 후에 설치됐다. 기원전 234년 무렵 진나라가 조나라를 공격해 획득했다. 확인된 속현의 목록은 다음과 같다.
| 현명 | 한자 | 대략적 위치                                     | 비고 |
| ---- | ---- | ----------------------------------------------- | --- |
| 선무 | 善無 | 숴저우시 유위현 남서                            | 상가항에서 출토된 진나라 봉니 '선무승□'(善無丞□) |
| 평성 | 平城 | 다퉁시 북동 진평성고성                          | 진나라 봉니 '평성승인'(平城丞印) |
| 마읍 | 馬邑 | 숴저우 시 성관 일대                             | 1982년 삭현성 북 진나라 말·한나라 초 묘에서 출토된 도호(陶壺)의 목 부분 착인(戳印) '마읍시'(馬邑市) 《수신기》에 따르면, 자주 성이 무너지는데 말이 죽 돌아 뛴 경로로 성을 쌓으니 무너지지 않아서 마읍이라 했다고 한다. |
| 신성 | 新城 | 숴저우 시 남서                                  | 진나라 말 관인에 '신성승인'(新城丞印) |
| 누번 | 樓煩 | 신저우시 닝우현 부근                            | 중국 전폐박물관 소장, 전국시대 조나라 머리가 평평하고 발이 뾰족한 포폐(布幣)에 '누번'(婁番) |
| 옥양 | 沃陽 | 울란차브시 량청 현 쌍고성향 쌍고성촌 남동 약 1m | 전국시대 조나라 옥양 옛 성이 울란차브시 량청 현에서 발굴됨 |
| 곽   | 崞   | 다퉁 시 훈위안현 서                             | 전국시대 조나라 머리가 평평하고 발이 뾰족한 포폐에 '곽'(椁) |
| 번치 | 繁畤 | 다퉁 시 훈위안 현 남서                          | 전국시대 조나라 머리가 평평하고 발이 뾰족한 포폐에 '번시'(繁寺) |
| 왕도 | 汪陶 | 숴저우 시 잉현 서                               | 전세 전국시대 삼진 고새(古璽) 중 조나라 새인에 '왕도우사공'(汪陶右司工) |
| 날   | 埒   | 신저우 시 선츠현 북동                           | 전세 전국시대 조나라 병기 '원년랄과'(元年埒戈)에 새겨진 '원년랄명야회'(元年埒命夜會) |

신성현·누번현·옥양현·곽현·번치현·왕도현·날현은 조나라에서 두었을 것이다.

## 전한
고제 6년(기원전 201년) 고제가 작은형 대경왕 유희에게 대나라를 봉하면서 대군·운중군과 함께 대나라에 속했다. 그러나 같은 해에 태원군 31현으로 옮겨진 한(韓)나라에서 한왕 신의 요청으로 안문군의 속현인 마읍현으로 천도한 것으로 보아, 안문군 등 대나라의 영토도 한왕 신이 다스렸다가 고제 7년(기원전 200년)에야 대경왕이 대나라를 정식으로 통치한 것 같다. 이해 대경왕이 흉노의 침입을 견디지 못하고 달아나 조은왕 유여의가 대왕으로 봉해졌고, 고제 9년(기원전 198년) 조은왕이 조왕이 되면서 안문군 등 대나라의 영토도 조나라에 속했다. 고제 11년(기원전 196년) 대나라가 문제를 왕으로 삼아 부활하면서 안문군도 대나라에 다시 속했다.
구주산(句注山)에 음관(陰館)이 있다. 병주자사부에 속했으며, 원시 2년(2년)의 인구조사에 따르면 73,138호, 293,454명이 있었다. 치소는 선무현이다. 아래 속현 목록은 《한서》 지리지의 내용이다. 원연·수화 연간(기원전 8년 무렵)의 현황으로 여겨지며, 총 14현이다.
| 현명   | 한자   | 대략적 위치             | 비고 |
| ------ | ------ | ----------------------- | --- |
| 선무현 | 善無縣 | 숴저우시 유위현 서      | |
| 옥양현 | 沃陽縣 | 울란차브시 량청 현 남서 | 염택(鹽澤)이 북동쪽에 있어, 장승(長丞)이 있다. 서부도위의 치소가 있다. |
| 번치현 | 繁畤縣 | 다퉁시 훈위안현 남서    | |
| 중릉현 | 中陵縣 | 숴저우시 북서           | |
| 음관현 | 陰館縣 | 숴저우시 남동           | 옛 누번향(樓煩鄕)을 경제 3년(기원전 153년)에 승격시켰다. 누두산(累頭山)에서 이수(治水)가 나와 동으로 천주(泉州)에 이르러 바다로 들어가니, 안문·대·상곡·광양·어양 5군을 지나 1,100리를 간다. |
| 누번현 | 樓煩縣 | 신저우시 닝우현 북      | 염관이 있다. |
| 무주현 | 武州縣 | 다퉁시 쭤윈현           | |
| 왕도현 | 𣷪陶縣 | 숴저우시 잉현 서        | |
| 극양현 | 劇陽縣 | 숴저우시 잉 현 북동     | |
| 곽현   | 崞縣   | 다퉁시 훈위안 현 서     | |
| 평성현 | 平城縣 | 다퉁시 북동             | 동부도위의 치소가 있다. |
| 날현   | 埒縣   | 신저우시 닝우 현 북     | |
| 마읍현 | 馬邑縣 | 숴저우시                | 한(韓)나라의 한왕 신이 진양에서 이곳으로 천도했다. |
| 강음현 | 彊陰縣 | 울란차브시 펑전 시 서   | 제문택(諸聞澤)이 북동쪽에 있다. |

## 신
군의 이름을 진적(塡狄)으로 고치고 다음 현의 이름을 고쳤다.
| 전한 | 신             |
| ---- | -------------- |
| 선무 | 음관(陰館)     |
| 옥양 | 경양(敬陽)     |
| 번치 | 당요(當要)     |
| 중릉 | 차해(遮害)     |
| 음관 | 부대(富代)     |
| 무주 | 환주(桓州)     |
| 극양 | 선양(善陽)     |
| 곽   | 곽장(崞張)     |
| 날   | 진적정(塡狄亭) |
| 마읍 | 장소(章昭)     |
| 강음 | 복음(伏陰)     |

## 후한
14현 31,862호 249,000명을 거느렸다. 마읍현을 일시적으로 폐했다.
| 현명   | 한자   | 대략적 위치               | 비고                                          |
| ------ | ------ | ------------------------- | --------------------------------------------- |
| 음관현 | 陰館縣 |                           |                                               |
| 번치현 | 繁畤縣 |                           |                                               |
| 누번현 | 樓煩縣 |                           |                                               |
| 무주현 | 武州縣 | 다퉁시 쭤윈현             |                                               |
| 왕도현 | 汪陶縣 |                           |                                               |
| 극양현 | 劇陽縣 | 변화없음                  |                                               |
| 곽현   | 崞縣   | 변화없음                  |                                               |
| 평성현 | 平城縣 | 변화없음                  |                                               |
| 노성현 | 鹵城縣 | 신저우 시 판스현 북동     | 대군에서 이관되었다.                          |
| 광무현 | 廣武縣 | 신저우시 다이현 남서      | 태원군에서 이관되었다. 하옥산(夏屋山)이 있다. |
| 원평현 | 原平縣 | 신저우시 위안핑시 약간 동 | 태원군에서 이관되었다.                        |
| 강음현 | 彊陰縣 | 변화없음                  |                                               |

## 위진
서진대엔 8현 12,700호를 거느렸다. 인근인 성락에 탁발선비가 정착하였고, 영가의 난시기 탁발의로가 유곤에게서 안문군지역을 할양받았다.
| 현명   | 한자   | 비고                                      |
| ------ | ------ | ----------------------------------------- |
| 광무현 | 廣武縣 |                                           |
| 곽현   | 崞縣   |                                           |
| 왕도현 | 𣳫陶縣 |                                           |
| 평성현 | 平城縣 | 대군으로 이관되었다.                      |
| 준인현 | 葰人縣 |                                           |
| 번치현 | 繁畤縣 |                                           |
| 원평현 | 原平縣 |                                           |
| 마읍현 | 馬邑縣 | 후한대에 폐지됐던 것을 위나라때 복원했다. |

## 북조

### 북위
탁발의로가 안문군일대를 할양받은 후 평성이 탁발선비가 세운 대나라의 수도가 되었으며 북위 효문제가 낙양으로 천도하기전까지 탁발부의 중심지가 되었다. 안문군은 광무현과 원무현만 관할한 채로 사주(肆州)에 소속되었다. 그리고 전한대에 남아있었다가 폐지된 현들과 서진대 안문군에서 원무현과 광무현을 제외한 모든 현들은 안문군에서 분리되어 항주(恒州)밑의 여러개의 군으로 분리되었다. 평성현은 항주의 치소가 되었다.
| 현명   | 북위대 소속된 군명                                     |
| ------ | ------------------------------------------------------ |
| 평성현 | 대군                                                   |
| 무주현 | 대군                                                   |
| 선무현 | 선무군(善武郡)                                         |
| 옥양현 | 선무군(善武郡)                                         |
| 곽현   | 곽산현(崞山縣)으로 개명되어 번치군(繁畤郡)으로 소속됨. |
| 번치현 | 번치군                                                 |
| 광무현 | 안문군에 잔존                                          |
| 원평현 | 안문군에 잔존                                          |
| 마읍현 | 폐지. 북제에서 복치했다.                               |

### 동위, 북제
다이현으로 치소를 옮겼고, 북제시기 마읍현에 광안군이 설치되었다.

### 북주
안문군에 사주(肆州)를 설치했다. 번치군을 폐지했다.

## 수
585년(개황 5년)에 대주(代州)라 칭하고 총관부를 두었다. 대업초에 부를폐지했다. 5현 42,502호를 거느렸다.

## 군수·태수

### 전한
- 풍해감(馮解敢, 기원전 204년 ~ ?)[7]
- 혼(圂, ? ~ 기원전 196년)[8][9]
- 질도(기원전 147년 ~ 기원전 142년?)
- 풍경(? ~ 기원전 142년)
- 아무개(? ~ 기원전 98년): 흉노의 침입에 맞서 싸우지 않은 죄로 기시되었다.[10]
- 두완(? ~ 기원전 51년)
- 왕창(기원전 32년 ~ ?)
- 단회종(기원전 25년 ~ ?)

### 후한
- 곽량(郭涼, 33년 당시)
- 선우황(107년 ~ 125년?)
- 황보절(皇甫節): 황보숭의 아버지다.